# Orretherium
Orretherium is een geslacht van uitgestorven zoogdieren uit de familie Mesungulatidae van de Meridiolestida. Dit dier leefde tijdens het Laat-Krijt (ongeveer 72-68 miljoen jaar geleden) in Patagonië. 

## Fossiele vondst
In 2021 werden een gedeeltelijke onderkaak en tanden beschreven die waren gevonden in de Dorotea-formatie in de Río de Las Chinas-vallei in het Magallanes-bekken in de Chileense deel van Patagonië. Orretherium was hiermee het tweede beschreven zoogdier uit het Mesozoïcum dat werd gevonden in Chili, een jaar na Magallanodon van dezelfde fossielenlocatie. De vondsten dateren uit het Laat-Campanien of Vroeg-Maastrichtien.

## Kenmerken
Orretherium had het formaat van een skunk. De kop was ongeveer 4 cm lang en het lichaam circa 30 cm lang. Het gebit wijst er op dat het een omnivoor was.